# Henryk III Młodszy
Henryk III Młodszy (zm. 5 października 989) – książę Karyntii w latach 976-978 i od 985 oraz Bawarii w latach 982-985.
Przedstawiciel niemieckiej dynastii Luitpoldingów. Był synem Bertolda, księcia Bawarii.
W 976 cesarz Otto II, po pokonaniu swojego brata stryjecznego Henryka II Kłótnika, księcia bawarskiego, przekazał księstwo bawarskie Ottonowi szwabskiemu. Z pogranicznych marchii księstwa bawarskiego (oprócz Nordgau) połączonych z marchią Karyntii stworzył księstwo Karyntii, które otrzymał Henryk Młodszy.
Jednak w 977 Henryk wraz z Henrykiem II Kłótnikiem i Henrykiem, biskupem Augsburga, zbuntował się przeciwko Ottonowi II - był to tzw. "bunt trzech Henryków". Pokonani i uwięzieni, zostali osądzeni na Wielkanoc 978 roku. Henryk Młodszy utracił księstwo Karyntię na rzecz Ottona, syna Konrada Czerwonego, księcia lotaryńskiego, i Ludgardy, siostry Ottona II.